# Rivière des Piles
Pour les articles homonymes, voir Piles.
La rivière des Piles est un affluent de la rive ouest de la rivière Saint-Maurice, coulant vers le nord-est dans le secteur Saint-Jean-des-Piles, de la ville de Shawinigan, en Mauricie, au Québec, au Canada.

## Géographie
La rivière des Piles prend sa source au fond d'une baie de la partie est du Lac des Piles (altitude de 165 m). Ce lac qui compte 7 km de long par 1,5 km de largeur, constitue une des sources d'approvisionnement en eau potable de la ville de Grand-Mère.
À partir de l'embouchure du lac des Piles, la rivière des Piles coule vers nord-est sur 4 km, dans le secteur de Saint-Jean-des-Piles. Son parcours est en territoire agricole et forestier. Elle se déverse dans le Crique à Bernier (petite baie de la rivière Saint-Maurice), vis-à-vis de Grandes-Piles, à 8 km en amont de Grand-Mère.
Le bassin versant de la rivière des Piles est situé :
- au nord de celui de la rivière Grand-Mère qui se déverse dans la rivière Saint-Maurice tout près de l'ancien pont de métal de Grand-Mère ;
- au sud de la décharge du lac Turner, qui se déverse dans la rivière des Piles, tout près de l'embouchure de cette dernière, soit au sud du secteur de Saint-Jean-des-Piles.

## Toponymie
Le terme Piles est relié à plusieurs toponymes de ce secteur de la rivière Saint-Maurice, notamment : 
1. Saint-Jean-des-Piles, un secteur de Shawinigan (ex-municipalité),
2. Grandes-Piles (ex-municipalité de Saint-Jacques des Piles),
3. Rivière des Piles, un tributaire de la rivière Saint-Maurice,
4. Lac des Piles,
5. Pont des Piles (route 155 (Québec)), enjambant la rivière Saint-Maurice,
6. Hameau "Les Petites Piles", situé à Grand-Mère, sur une presqu'île qui s'avance dans le Saint-Maurice à 1,75 km en amont du pont des Piles (route 155 (Québec)),
7. Hameau "Lac-des-Piles, situé sur la rive est du Lac des Piles, dans le secteur de Grand-Mère,
8. Île des Piles, situé sur la rivière Saint-Maurice, juste en amont du pont des Piles, dans le secteur Saint-Georges,
9. Parc des Piles, parc public situé à Saint-Jean-des-Piles,
10. Barrage de Grandes-Piles, situé à l'exutoire d'un étang sans nom situé à proximité de la pépinière de Grandes-Piles,
11. Barrage du Lac des Piles,
12. Chemin du lac des Piles, traversant les ex-municipalités de Saint-Gérard-des-Laurentides, Grand-Mère et Saint-Jean-des-Piles qui sont fusionnés à Shawinigan.
13. Les Piles (site de triage, d'impilage et de transbordement des billes de bois flottant sur la rivière Saint-Maurice[1].

L'arrivée du chemin de fer aux Piles a accéléré le développement économique du secteur, à cause de sa position stratégique sur la rivière Saint-Maurice, en haut de la série de rapides et de chutes entre les Piles et la Baie de Shawinigan. Toutefois l'arrivée du chemin de fer à La Tuque a détrôné l'avantage stratégique des Piles, car le train devenait dorénavant le moyen de transport privilégié pour l'exploitation forestière en Haute-Mauricie. Néanmoins, le transport du bois en flottaison à la dérive du courant sur la rivière Saint-Maurice continua jusqu'en 1996.